# Foxboro Hot Tubs
Foxboro Hot Tubs es una banda de Garage rock y proyecto paralelo de Green Day. La banda está compuesta por todos los miembros de Green Day, añadiéndose a ellos Kevin Preston, guitarrista de la banda Prima Donna Su primer, titulado Stop Drop and Roll!!! fue lanzado el 22 de abril de 2008. La banda también usa generalmente este nombre para hacer show secretos. Durante los conciertos de la banda como Foxboro Hot Tubs, se tocaban temas del mencionado álbum debut de la banda Stop Drop and Roll!! y algunos covers del propio Green Day, e incluso, de su otra banda paralela The Network. Durante su aparición bajo el nombre de Foxboro Hot Tubs, Billie Joe Armstrong tomaría el nombre de Reverend Strychnine Twitch y Jason White el de Frosco Lee.

## Historia

### Antecedentes y Stop Drop And Roll!!! (2007-2009)
La banda comenzó a atraer la atención de los fanes de Green Day a través de mensajes enviados a un selecto grupo de miembros del 'Idiot Club'(club de fanes de Green Day) en diciembre de 2007, con tres canciones en su página web. La banda se formó con la idea de "nos encanta tocar música y ser espontáneos, y después de unos pocos atascos a altas horas de la noche y unas cuantas 'demasiadas' botellas de vino nos inspiramos para grabar algo así como 8 pistas 'rockeras'". Hasta aquí la historia y origen de la banda es, hasta este punto, desconocido, así como el que los miembros de Green Day, tanto oficiales como de apoyo (con la excepción de Preston) están involucrados en el proyecto, y que en realidad la banda está realizando música "garage" bajo un seudónimo. Los fanes de Green Day señalaron de inmediato en el MySpace de la banda, las bastas similitudes musicales entre los Foxoboro Hot Tubs y Green Day. Entre los rasgos en común entre ambas bandas se enumeran la "inconfundible" voz del vocalista Billie Joe Armstrong, y su inconfundible forma de tocar la guitarra (a pesar del hecho de que Armstrong no toca la guitarra en los Foxboro Hot Tubs), y que recuerda algunas melodías recuerdan al sonido propio de Green Day, compuesto por Mike Dirnt y Tré Cool.
Con las especulaciones acerca de la verdadera identidad de la banda por lo alto, Green Day confirmó que en realidad ellos eran los Foxboro Hot Tubs, aunque antes, Billie Joe aclaró que:

"La única similitud entre Foxboro Hot Tubs y Green Day es que somos la misma banda"
Billie Joe Armstrong

El 8 de diciembre de 2007, el sitio de Green Day lanzó seis canciones las cuales podían ser descargadas gratuitamente. Cinco días después, el 13 de diciembre, los archivos MP3 fueron eliminados del sitio, sustituidos por un reloj. Los archivos MP3 volvieron a aparecer el 16 de diciembre, pero se eliminaron de nuevo, reemplazados nuevamente por el reloj, y más tarde, el sitio de descargas fue modificado para redirigir a los usuarios al MySpace de la banda. Todas las pistas (a excepción de Highway 1) se incluyeron en el álbum debut 'Stop Drop And Roll!!!', aunque eliminando los diálogos de películas antiguas que estaban presentes al inicio de dichas canciones cuando estas estaban disponibles para su descarga en el sitio web. Poco después, la canción "Mother Mary" se convirtió en un éxito en las estaciones de radio de rock alternativo, llegando al lugar #16 en el Billboard Modern Rock Tracks. "The Pedestrian" fue lanzado como el segundo sencillo del álbum.
La banda hizo su debut en televisión en Last Call con Carson Daly, donde dedicaron una semana a Green Day, donde tocaron "Stop Drop and Roll" y "Mother Mary".

### "It's Fuck Time" y ¡DOS! (2010-Actualidad)
El 23 de abril de 2010, la banda tocó por primera vez una nueva canción desde 2008, la canción se titulaba "It's Fuck Time", durante un Show de la banda como Foxoboro Got Tubs en Nueva York.
El 31 de octubre de 2010 durante la gira mundial del 21st Century Breakdown de Green Day, la banda realizó una breve serie de conciertos bajo el nombre de Foxboro Hot Tubs, e incluso, aparecieron como banda sorpresa en la celebración de Halloween en la Manchester MEN Arena.
El 14 de junio de 2012, Green Day lanzó un tráiler de su próximo álbum ¡Uno!. Durante las escenas de dicho tráiler se podía apreciar un pizarrón con títulos de canciones nuevas escritas, donde se podía ver la canción de los Foxboro Hot Tubs "It's Fuck Time", la cual sólo ha sido tocada en vivo hasta el momento, lo cual indicó que la canción sería utilizada como parte de la trilogía de discos de Green Day, lanzada en el mismo año de 2012.
La canción más tarde aparecería en el álbum ¡Dos!. El 22 de agosto de 2012, en una entrevista en la BBC Radio One, Armstrong, confirmó que la canción iba a aparecer en ¡Dos! y declaró que podía ser posiblemente un sencillo. En varias entrevistas que la banda ofreció como parte de la promoción de su nueva trilogía de discos llamados, ¡Uno!, ¡Dos! y ¡Tré!, declararon que ¡Dos! tendría una sensación garage tipo "Foxboro Hot Tubs", y en diversos medios confirmaron que parte del ¡Dos!, originalmente iba a ser destinado para el segundo álbum de los Foxoboro Hot Tubs.

## Miembros
- Billie Joe Armstrong - Voz principal
- Jason White - Guitarra principal, Voz de fondo
- Mike Dirnt - Bajo, Voz de fondo
- Kevin Preston - Guitarra rítmica
- Tré Cool - Batería
- Jason Freese - Teclado, Saxófon, Flauta

## Discografía
- Stop Drop and Roll!!! (2008) #21 US; #37 UK

### Sencillos
- "Mother Mary" (2008; #16 US Modern Rock, #137 UK)
- "The Pedestrian" (2008)
- "Stop Drop And Roll" (2008)